# 泉堅太郎
泉 堅太郎（いずみ けんたろう、1967年5月21日 - ）は、日本の俳優、演出家、脚本家。エ・ネスト所属。劇団時来組組長。有限会社神田時来組 代表取締役。
資格は普通自動車免許、船舶免許2級、坂本龍馬検定がある。

## 人物紹介
- 駒込高校時代に、ファッション雑誌SunSanのモデルにスカウトされ、芸能界デビュー（因みに駒込高校時代同じクラスに江口洋介も居た）
- 中学では、柔道部部長（初段）高校ではラグビー部（左フランカー）に所属。
- テレビドラマデビューはなかなか!ドジラんぐ（国際放映）初舞台はミュージカル皮ジャンブルース
- 無類のドイツ車好き、これまで乗り継いできたドイツ車はワーゲンビートル1303S、BMW325、メルセデスベンツEクラス、メルセデスベンツCLKクォーツブルー、メルセデスベンツCLK赤。
- 21歳の時、千田是也が主宰する、俳優座ブレヒトの会の手伝いに、かり出され、いつの間にか出演し演劇に目覚める。
- 27歳の時、神田神保町に、劇団員達とミロンガヌォーバという喫茶店を出し、その後、神保町ラドリオ、ホワイトカレーの店など、調子に乗り経営し始める。
- 30代になり、演出を舞台だけではなく、テレビやVPなど、映像の演出を手掛け始める。
- 30代後半になり、船舶免許（2級）を習得し、クルーザーを手に入れる。艇名は泉☆海楽園。
- 40代で、20歳の頃から知り合いだった。新藤栄作と共演し、兄貴と慕っている。後に、紹介でエ・ネスト（芸能プロ）に所属となる。
- 何故か、ここ10年ぐらいの、演劇作品は熊切あさ美が相手役を務めている。本人たちも、飽き飽きしているっぽいが、意地でやっている部分もあるらしい。
- 高知公演で坂本龍馬を演じ、全国の龍馬会と親交を深め、龍馬関係の仕事が増える。しかし、ラジオで聞いた話だが、本人は龍馬より、高杉晋作を崇拝しているらしい。
- yahooニュースである声優を稽古中にビンタをしたとニュースになったが、真相は初めて会った飲み屋で後輩が連れてきた声優の酒癖の悪さで周りに絡んでるのを見て「しっかりしろ」と両手で頬っぺたをパチンと叩いただけであると周りは証言している
- 酒を飲むと新宿ゴールデン街などで、時来組チャンネルという映像作品を毎月撮っているが、出費も多く、登録者数が少ないことを、愚痴っている。
- 1990年、劇団時来組のメンバーに入るが旗揚げ公演の後先輩たちが抜けていき、いつの間にか、代表になる。尚、時来組という劇団名は本人が考えたものではなく、その時にいた先輩たちが決めたもので、別に愛着はなかったらしい。
- 1991年、銀座小劇場フェスティバルで夏2-natsu no zizyou-の作演出、主演で演劇ぶっくにて、注目を浴びる。
- 1992年、パルテノン多摩小劇場フェスティバルに、選ばれ、観客動員が増加していく。
- 1994年、そして、龍馬は殺された、にて主演男優賞に選ばれる。
- 1998年、「ザ・ゴールデンタイム天国と地獄」で初のテレビ演出
- 2000年、劇団時来組から、(有)神田時来組に法人化し、代表取締役になる。
- 2003年・2005年、かつしか区民ミュージカルの演出を担当し、数々の専門学校、芸能スクールの講師を務める。
- 2006年～2013年まで、社団法人日本喜劇人協会の理事を4期務める。現在は脱会。

## 主な出演作品

### テレビ

#### ドラマ
- はぐれ刑事純情派（テレビ朝日）ゲスト 主役
- 恋しとよ君恋しとよ（NHK）青山藤兵衛 役
- 日本名作ドラマ『本日休診』（テレビ東京）左京 役
- 新幹線物語'93夏（TBSテレビ）

#### バラエティ
- 笑っていいとも（フジテレビ)
- さんまのなんでもダービー（テレビ朝日）
- スーパージョッキー（日本テレビ)
- 11PM（日本テレビ）
- ザ・スター 綾戸智恵編（NHK-BS）

### 映画
- ナースコール（東宝、長崎俊一監督）
- ゴト師株式会社2（鶴田法男監督）
- 菜の花配達便（作：つかこうへい）

### ラジオ
- ガンバルナイト（ラジオ日本）
- アルジャーノンに花束を（NHK）

### CM
- 七十七銀行（メインキャラクター）
- 国民年金
- ミスタードーナッツ
- 花王

### ナレーション
- リスペクト 河崎実の世界（フジ721）

### 書籍
- 神田時来組　泉堅太郎の神田と演劇事情（本の街社）

### 舞台

#### 現代劇
- 天井桟敷の人々（帝国劇場）
- 芍薬の歌（帝国劇場）
- 午後の遺言状（乙羽信子追悼公演、芸術劇場中ホール / 新神戸オリエンタル劇場）
- 嗚呼!!花の応援団（原作：どおくまん、サンモール劇場） - 演出・出演
- あ、うん（東京ギンガ堂公演）
- 夏2-natsu no zizyou-（1992年パルテノン多摩フェスティバル大賞ノミネート）
- ポリフォニック（うわの空・藤志郎一座、紀伊国屋ホール ほか）
- CHICACO 2024（中目黒キンケロ・シアター、一心寺シアター倶楽）[1][2]

#### 時代劇
- 会津士魂（原作：早乙女貢、三沢公会堂 ほか）
- そして、龍馬は殺された（作・演出・主演：泉堅太郎、ABCホール / 俳優座劇場 / 高知県民ホール ほか）
- 次郎長ピクリと動く（三波伸介十三回忌メモリアル、作・演出・出演：泉堅太郎）
- 裏の木戸はあいている（原作：山本周五郎、座・高円寺） - 主演
- 龍馬が翔ぶ（作・演出　泉堅太郎、俳優座劇場 ）